# Yvonne Rainer
Yvonne Rainer (San Francisco, 24 de noviembre de 1934) es una bailarina, coreógrafa y cineasta experimental estadounidense. Su obra a veces se clasifica como arte minimalista. Rainer reside y trabaja en Nueva York.

## Biografía
La madre de Yvonne Rainer, originaria de Brooklyn e hija de inmigrantes judíos de Varsovia, era estenógrafa; su padre, albañil y pintor de casas, nació en el norte de Italia, de donde emigró a Estados Unidos a los 21 años. Después de estar un año en el San Francisco Junior College y formarse en el Martha Graham Center of Contemporary Dance, Rainer se dio a conocer como una figura destacada en el movimiento Judson Dance Theater, un grupo de bailarines y artistas cuyas actuaciones cruzaron con fluidez los campos de la danza y las artes visuales. En 1975, comenzó a centrarse principalmente en la realización de películas de media y larga duración, en las cuales reinvierte los códigos narrativos. Sus películas tomaron luego un giro claramente feminista, explorando temas como el terrorismo (Journeys from Berlin/1971, 1980), la menopausia (Privilege, 1990) y la enfermedad (MURDER and murder, 1996). Entre 2000 y 2006 Rainer regresó a la coreografía y ha seguido produciendo provocativas y sorprendentes obras.